# Grönaslätt
Grönaslätt är en stadsdel i Ronneby som ligger söder om stadskärnan och byggdes ut på 1950-telet. bebyggelsen består av friliggande villor där områdets arkitektoniska karaktär från 50-talet till stor del är bevarad. Bebyggelsen har i vissa delar kompletterats under 1960- och 1970-talen. Grönaslätt gränsar i öster till stadsdelen Persborg och i väster till Hjorthöjden.